# FC Barcelona in het seizoen 2016/17
Dit artikel geeft een overzicht van FC Barcelona in het seizoen 2016/17. De club uit de gelijknamige Spaanse stad was in het financiële boekjaar 2016 maar liefst 372 miljoen euro kwijt aan spelerssalarissen. Dat bleek uit de jaarlijkse rapportage van de UEFA over de financiële huishouding in het Europese clubvoetbal. De salarissen vertoonde over de hele linie een stijging van 8,6 procent. Dat percentage lag net onder de toename van de omzet van de circa zevenhonderd clubs, die in totaal 18,5 miljard euro bedroeg, tegen 16,9 miljard in 2015. In 1996 bedroeg dat bedrag nog maar 2,8 miljard.

## Spelerskern
| Nr.           | Naam                  | Nationaliteit | Geboortedatum | Vorige club                  | Opgeleid bij FC Barcelona |
| ------------- | --------------------- | ------------- | ------------- | ---------------------------- | ------------------------- |
| Keepers       |                       |               |               |                              |                           |
| 1             | Marc-André ter Stegen | Duitsland     | 30-04-1992    | 2011-2014 B. Mönchengladbach |                           |
| 13            | Jasper Cillessen      | Nederland     | 22-04-1989    | 2011-2016 Ajax               |                           |
| 25            | Jordi Masip           | Spanje        | 03-01-1989    |                              | cantera FC Barcelona      |
| Verdedigers   |                       |               |               |                              |                           |
| 3             | Gerard Piqué          | Spanje        | 02-02-1987    | 2007-2008 Manchester United  | cantera FC Barcelona      |
| 14            | Javier Mascherano     | Argentinië    | 08-06-1984    | 2006-2010 Liverpool          |                           |
| 18            | Jordi Alba            | Spanje        | 21-03-1989    | 2007-2012 Valencia           | cantera FC Barcelona      |
| 19            | Lucas Digne           | Frankrijk     | 20-07-1993    | 2015-2016 AS Roma            |                           |
| 22            | Aleix Vidal           | Spanje        | 21-08-1989    | 2014-2015 Sevilla            |                           |
| 23            | Samuel Umtiti         | Frankrijk     | 14-11-1993    | 2012-2016 Olympique Lyon     |                           |
| 24            | Jérémy Mathieu        | Frankrijk     | 29-10-1983    | 2009-2014 Valencia           |                           |
| 31            | Nili                  | Spanje        | 18-02-1994    | 2015-2016 Las Palmas         |                           |
| 33            | Marlon                | Brazilië      | 07-09-1995    | 2013-2016 Fluminense         |                           |
| 35            | Borja López           | Spanje        | 02-02-1994    | 2015-2016 FC Arouca          |                           |
| Middenvelders |                       |               |               |                              |                           |
| 4             | Ivan Rakitić          | Kroatië       | 10-03-1988    | 2011-2014 Sevilla            |                           |
| 5             | Sergio Busquets 3     | Spanje        | 16-07-1988    |                              | cantera FC Barcelona      |
| 6             | Denis Suárez          | Spanje        | 06-01-1994    | 2015-2016 Villarreal         |                           |
| 7             | Arda Turan            | Turkije       | 30-01-1987    | 2011-2015 Atlético Madrid    |                           |
| 8             | Andrés Iniesta        | Spanje        | 11-05-1984    |                              | cantera FC Barcelona      |
| 12            | Rafinha               | Brazilië      | 12-02-1993    | 2013-2014 Celta de Vigo      | cantera FC Barcelona      |
| 20            | Sergi Roberto         | Spanje        | 07-02-1992    |                              | cantera FC Barcelona      |
| 21            | André Gomes           | Portugal      | 30-07-1993    | 2015-2016 Valencia           |                           |
| 27            | Juan Cámara           | Spanje        | 13-02-1994    | 2012-2014 Villarreal B       |                           |
| 28            | Carles Aleñá          | Spanje        | 05-01-1998    |                              | cantera FC Barcelona      |
| 30            | Àlex Carbonell        | Spanje        | 15-09-1997    |                              | cantera FC Barcelona      |
| 34            | Wilfrid Kaptoum       | Kameroen      | 07-07-1996    |                              | cantera FC Barcelona      |
| Aanvallers    |                       |               |               |                              |                           |
| 9             | Luis Suárez           | Uruguay       | 24-01-1987    | 2011-2014 Liverpool          |                           |
| 10            | Lionel Messi 2        | Argentinië    | 24-06-1987    |                              | cantera FC Barcelona      |
| 11            | Neymar                | Brazilië      | 05-02-1992    | 2009-2013 Santos             |                           |
| 17            | Paco Alcácer          | Spanje        | 30-08-1993    | 2013-2016 Valencia           |                           |
| 29            | Marc Cardona          | Spanje        | 08-07-1995    |                              | cantera FC Barcelona      |

- = Aanvoerder

### Technische staf
|                 |                         |               |
| Functie         | Naam                    | Nationaliteit |
| Coach           | Luis Enrique (foto)     | Spanje        |
| Assistent-coach | Juan Carlos Unzué       | Spanje        |
| Assistent-coach | Joan Barbarà            | Spanje        |
| Assistent-coach | Roberto Moreno          | Spanje        |
| Fitnesscoach    | Rafael Pol              | Spanje        |
| Keeperstrainer  | José Ramón de la Fuente | Spanje        |

## Resultaten
Een overzicht van de competities waaraan Barça deelneemt in het seizoen 2024-2025.
| Primera División | Copa del Rey | Supercopa de España | UEFA Champions League |
| ---------------- | ------------ | ------------------- | --------------------- |
|                  |              |                     |                       |
|                  |              | Winnaar             |                       |

## Transfers

### Zomer
| Naam             | Nationaliteit    | Van/naar            | Prijs         |
| ---------------- | ---------------- | ------------------- | ------------- |
| Inkomend         |                  |                     |               |
| Samuel Umtiti    | Frankrijk        | Olympique Lyon      | € 25.000.000  |
| Lucas Digne      | Frankrijk        | Paris Saint-Germain | € 16.500.000  |
| André Gomes      | Portugal         | Valencia            | € 35.000.000  |
| Denis Suárez     | Spanje           | Villarreal          | € 3.250.000   |
| Jasper Cillessen | Nederland        | Ajax                | € 15.000.000  |
| Paco Alcácer     | Spanje           | Valencia            | € 30.000.000  |
| Marlon           | Brazilië         | Fluminense          | Huur          |
| Martín Montoya   | Spanje           | Real Betis          | Einde huur    |
| Alex Song        | Kameroen         | West Ham United     | Einde huur    |
| Alen Halilović   | Kroatië          | Sporting Gijón      | Einde huur    |
| Borja López      | Spanje           | AS Monaco           | Transfervrij  |
| Nili             | Spanje           | Las Palmas          | Transfervrij  |
| TOTAAL UITGAVEN: | TOTAAL UITGAVEN: | TOTAAL UITGAVEN:    | € 124.750.000 |
| Uitgaand         |                  |                     |               |
| Marc Bartra      | Spanje           | Borussia Dortmund   | € 8.000.000   |
| Alen Halilović   | Kroatië          | Hamburger SV        | € 5.000.000   |
| Adriano          | Brazilië         | Beşiktaş            | € 600.000     |
| Claudio Bravo    | Chili            | Manchester City     | € 18.000.000  |
| Sandro Ramírez   | Spanje           | Málaga CF           | Transfervrij  |
| Daniel Alves     | Brazilië         | Juventus            | Transfervrij  |
| Martín Montoya   | Spanje           | Valencia            | Transfervrij  |
| Alex Song        | Kameroen         | Roebin Kazan        | Transfervrij  |
| Thomas Vermaelen | België           | AS Roma             | Huur          |
| Cristian Tello   | Spanje           | Fiorentina          | Huur          |
| Douglas          | Brazilië         | Sporting Gijón      | Huur          |
| Sergi Samper     | Spanje           | Granada             | Huur          |
| Munir El Haddadi | Spanje           | Valencia            | Huur          |
| Juan Cámara      | Spanje           | Girona              | Huur          |
| TOTAAL INKOMEN:  | TOTAAL INKOMEN:  | TOTAAL INKOMEN:     | € 31.600.000  |

## Uitrustingen
Shirtsponsor(s): Qatar Airways / Beko

Sportmerk: Nike
| Thuis | Uit | Alternatief | Doelman | Doelman |

## Supercopa
| Wedstrijddetails                                             | Thuisploeg                    | Uitslag     | Uitploeg                | Opstelling | Kaarten                    |
| ------------------------------------------------------------ | ----------------------------- | ----------- | ----------------------- | --- | -------------------------- |
| Supercopa                                                    |                               |             |                         | |                            |
| 14 augustus 2016 22:00 Estadio Ramón Sánchez Pizjuán Sevilla | Sevilla FC                    | 0-2         | FC Barcelona            | Bravo Roberto, Piqué, Mascherano, Mathieu (27' Digne) Rakitić, Busquets, Iniesta (36' D. Suárez) Messi, L. Suárez, Turan (77' Munir) | 58' Busquets 83' L. Suárez |
| 14 augustus 2016 22:00 Estadio Ramón Sánchez Pizjuán Sevilla |                               | 0-1 0-2     | 54' L. Suárez 81' Munir | Bravo Roberto, Piqué, Mascherano, Mathieu (27' Digne) Rakitić, Busquets, Iniesta (36' D. Suárez) Messi, L. Suárez, Turan (77' Munir) | 58' Busquets 83' L. Suárez |
| 17 augustus 2016 23:00 Camp Nou Barcelona                    | FC Barcelona                  | 3-0         | Sevilla FC              | Bravo Vidal, Mascherano, Umtiti, Digne (61' Alba) D. Suárez (73' Rakitić), Busquets (73' Samper), Gomes Messi, Munir, Turan          | 32' Umtiti                 |
| 17 augustus 2016 23:00 Camp Nou Barcelona                    | 10' Turan 47' Turan 55' Messi | 1-0 2-0 3-0 |                         | Bravo Vidal, Mascherano, Umtiti, Digne (61' Alba) D. Suárez (73' Rakitić), Busquets (73' Samper), Gomes Messi, Munir, Turan          | 32' Umtiti                 |

## Primera División

### Wedstrijden
| Wedstrijddetails                                                  | Thuisploeg                                                                            | Uitslag                         | Uitploeg                                                                      | Opstelling | Kaarten                                                                   |
| ----------------------------------------------------------------- | ------------------------------------------------------------------------------------- | ------------------------------- | ----------------------------------------------------------------------------- | --- | ------------------------------------------------------------------------- |
| Heenronde                                                         |                                                                                       |                                 |                                                                               | |                                                                           |
| 20 augustus 2016 18:15 Camp Nou Barcelona                         | FC Barcelona                                                                          | 6-2                             | Real Betis                                                                    | Bravo Roberto, Piqué, Umtiti, Alba (76' Digne) Rakitić, Busquets, D. Suárez (70' Munir) Messi, L. Suárez, Turan                            | 62' L. Suárez                                                             |
| 20 augustus 2016 18:15 Camp Nou Barcelona                         | 6' Turan 37' Messi 42' L. Suárez 56' L. Suárez 57' Messi 82' L. Suárez                | 1-0 1-1 2-1 3-1 4-1 5-1 6-1 6-2 | 21' Castro 84' Castro                                                         | Bravo Roberto, Piqué, Umtiti, Alba (76' Digne) Rakitić, Busquets, D. Suárez (70' Munir) Messi, L. Suárez, Turan                            | 62' L. Suárez                                                             |
| 28 augustus 2016 20:15 San Mamés Bilbao                           | Athletic Bilbao                                                                       | 0-1                             | FC Barcelona                                                                  | Ter Stegen Roberto, Piqué, Umtiti (71' Mascherano), Alba Rakitić, Busquets, D. Suárez (71' Gomes) Messi, L. Suárez, Turan (84' Rafinha)    | 10' Umtiti 37' Busquets 37' L. Suárez 59' Roberto                         |
| 28 augustus 2016 20:15 San Mamés Bilbao                           |                                                                                       | 0-1                             | 21' Rakitić                                                                   | Ter Stegen Roberto, Piqué, Umtiti (71' Mascherano), Alba Rakitić, Busquets, D. Suárez (71' Gomes) Messi, L. Suárez, Turan (84' Rafinha)    | 10' Umtiti 37' Busquets 37' L. Suárez 59' Roberto                         |
| 10 september 2016 20:30 Camp Nou Barcelona                        | FC Barcelona                                                                          | 1-2                             | Deportivo Alavés                                                              | Cillessen Vidal, Mascherano, Mathieu, Digne Rakitić, Busquets, D. Suárez (60' Messi) Turan (64' Iniesta), Alcacer (66' L. Suárez), Neymar  | 55' Mascherano                                                            |
| 10 september 2016 20:30 Camp Nou Barcelona                        | 46' Mathieu                                                                           | 0-1 1-1 1-2                     | 39' Deyverson 64' Gómez                                                       | Cillessen Vidal, Mascherano, Mathieu, Digne Rakitić, Busquets, D. Suárez (60' Messi) Turan (64' Iniesta), Alcacer (66' L. Suárez), Neymar  | 55' Mascherano                                                            |
| 17 september 2016 13:00 Estadio Municipal de Butarque Leganés     | Leganés                                                                               | 1-5                             | FC Barcelona                                                                  | Ter Stegen Mascherano, Piqué, Umtiti Rafinha, Rakitić (57' Turan), Iniesta (65' D. Suárez), Alba Messi, L. Suárez (56' Alcácer), Neymar    | 24' Rakitić 80' Neymar                                                    |
| 17 september 2016 13:00 Estadio Municipal de Butarque Leganés     | 80' Gabriel                                                                           | 0-1 0-2 0-3 0-4 0-5 1-5         | 15' Messi 31' L. Suárez 44' Neymar 55' Messi (pen.) 64' Rafinha               | Ter Stegen Mascherano, Piqué, Umtiti Rafinha, Rakitić (57' Turan), Iniesta (65' D. Suárez), Alba Messi, L. Suárez (56' Alcácer), Neymar    | 24' Rakitić 80' Neymar                                                    |
| 21 september 2016 22:00 Camp Nou Barcelona                        | FC Barcelona                                                                          | 1-1                             | Atlético Madrid                                                               | Ter Stegen Roberto, Piqué, Mascherano, Alba Rakitić, Busquets (51' Gomes), Iniesta Messi (59' Turan), L. Suárez, Neymar                    | 84' L. Suárez 90' Alba                                                    |
| 21 september 2016 22:00 Camp Nou Barcelona                        | 41' Rakitić                                                                           | 1-0 1-1                         | 61' Correa                                                                    | Ter Stegen Roberto, Piqué, Mascherano, Alba Rakitić, Busquets (51' Gomes), Iniesta Messi (59' Turan), L. Suárez, Neymar                    | 84' L. Suárez 90' Alba                                                    |
| 24 september 2016 16:15 El Molinón Gijón                          | Sporting Gijón                                                                        | 0-5                             | FC Barcelona                                                                  | Ter Stegen Roberto, Piqué, Mathieu, Digne Gomes, Busquets (69' D. Suárez), Turan Rafinha, L. Suárez (72' Alcácer), Neymar                  |                                                                           |
| 24 september 2016 16:15 El Molinón Gijón                          |                                                                                       | 0-1 0-2 0-3 0-4 0-5             | 29' L. Suárez 32' Rafinha 81' Neymar 85' Turan 88' Neymar                     | Ter Stegen Roberto, Piqué, Mathieu, Digne Gomes, Busquets (69' D. Suárez), Turan Rafinha, L. Suárez (72' Alcácer), Neymar                  |                                                                           |
| 2 oktober 2016 20:45 Estadio Balaídos Vigo                        | Celta de Vigo                                                                         | 4-3                             | FC Barcelona                                                                  | Ter Stegen Roberto, Piqué, Mathieu, Alba (81' Alcácer) Gomes, Busquets (76' D. Suárez), Turan Rafinha (46' Iniesta), L. Suárez, Neymar     | 45' Busquets 74' Piqué 88' L. Suárez                                      |
| 2 oktober 2016 20:45 Estadio Balaídos Vigo                        | 22' Sisto 31' Aspas 33' Mathieu (own) 77' Hernández                                   | 1-0 2-0 3-0 3-1 3-2 4-2 4-3     | 58' Piqué 64' Neymar (pen.) 87' Piqué                                         | Ter Stegen Roberto, Piqué, Mathieu, Alba (81' Alcácer) Gomes, Busquets (76' D. Suárez), Turan Rafinha (46' Iniesta), L. Suárez, Neymar     | 45' Busquets 74' Piqué 88' L. Suárez                                      |
| 15 oktober 2016 16:15 Camp Nou Barcelona                          | FC Barcelona                                                                          | 4-0                             | Deportivo La Coruña                                                           | Ter Stegen Mascherano, Piqué, Mathieu Rafinha (D. Suárez), Rakitić, Busquets (55' Messi), Digne Turan, L. Suárez (46' Alcácer), Neymar     | 90' Messi                                                                 |
| 15 oktober 2016 16:15 Camp Nou Barcelona                          | 21' Rafinha 36' Rafinha 43' L. Suárez 58' Messi                                       | 1-0 2-0 3-0 4-0                 |                                                                               | Ter Stegen Mascherano, Piqué, Mathieu Rafinha (D. Suárez), Rakitić, Busquets (55' Messi), Digne Turan, L. Suárez (46' Alcácer), Neymar     | 90' Messi                                                                 |
| 22 oktober 2016 16:15 Estadio Mestalla Valencia                   | Valencia                                                                              | 2-3                             | FC Barcelona                                                                  | Ter Stegen Roberto, Mascherano, Umtiti, Digne Gomes (71' D. Suárez), Busquets, Iniesta (14' Rakitić) Messi, L. Suárez, Neymar              | 25' Busquets 47' Digne 51' Neymar 73' Messi                               |
| 22 oktober 2016 16:15 Estadio Mestalla Valencia                   | 52' Munir 56' Rodrigo                                                                 | 0-1 1-1 2-1 2-2 2-3             | 22' Messi 62' L. Suárez 90+4' Messi (pen.)                                    | Ter Stegen Roberto, Mascherano, Umtiti, Digne Gomes (71' D. Suárez), Busquets, Iniesta (14' Rakitić) Messi, L. Suárez, Neymar              | 25' Busquets 47' Digne 51' Neymar 73' Messi                               |
| 29 oktober 2016 20:45 Camp Nou Barcelona                          | FC Barcelona                                                                          | 1-0                             | Granada                                                                       | Ter Stegen Roberto, Mascherano, Umtiti, Digne D. Suárez (71' Gomes), Rakitić, Rafinha Messi, L. Suárez (83' Alcácer), Neymar               | 87' Neymar                                                                |
| 29 oktober 2016 20:45 Camp Nou Barcelona                          | 48' Rafinha                                                                           | 1-0                             |                                                                               | Ter Stegen Roberto, Mascherano, Umtiti, Digne D. Suárez (71' Gomes), Rakitić, Rafinha Messi, L. Suárez (83' Alcácer), Neymar               | 87' Neymar                                                                |
| 6 november 2016 20:45 Estadio Ramón Sánchez Pizjuán Sevilla       | Sevilla FC                                                                            | 1-2                             | FC Barcelona                                                                  | Ter Stegen Roberto, Mascherano, Umtiti, Digne Rakitić (73' Gomes), Busquets, D. Suárez (86' Rafinha) Messi, L. Suárez, Neymar              | 10' Neymar 44' Roberto 66' Digne 83' Messi 88' L. Suárez 90+1' Mascherano |
| 6 november 2016 20:45 Estadio Ramón Sánchez Pizjuán Sevilla       | 15' Vitolo                                                                            | 1-0 1-1 1-2                     | 43' Messi 61' L. Suárez                                                       | Ter Stegen Roberto, Mascherano, Umtiti, Digne Rakitić (73' Gomes), Busquets, D. Suárez (86' Rafinha) Messi, L. Suárez, Neymar              | 10' Neymar 44' Roberto 66' Digne 83' Messi 88' L. Suárez 90+1' Mascherano |
| 19 november 2016 16:15 Camp Nou Barcelona                         | FC Barcelona                                                                          | 0-0                             | Málaga CF                                                                     | Ter Stegen Roberto, Piqué, Mascherano, Digne (62' Alba) D. Suárez (68' Gomes), Busquets, Rafinha (77' Rakitić) Turan, Alcácer, Neymar      |                                                                           |
| 19 november 2016 16:15 Camp Nou Barcelona                         |                                                                                       |                                 |                                                                               | Ter Stegen Roberto, Piqué, Mascherano, Digne (62' Alba) D. Suárez (68' Gomes), Busquets, Rafinha (77' Rakitić) Turan, Alcácer, Neymar      |                                                                           |
| 27 november 2016 20:45 Estadio Anoeta San Sebastián               | Real Sociedad                                                                         | 1-1                             | FC Barcelona                                                                  | Ter Stegen Roberto, Piqué, Mascherano, Alba Rakitić (46' D. Suárez), Busquets, Gomes Messi, L. Suárez, Neymar                              | 22' Ter Stegen 55' Mascherano 84' D. Suárez 90+3' Alba                    |
| 27 november 2016 20:45 Estadio Anoeta San Sebastián               | 53' Willian José                                                                      | 1-0 1-1                         | 59' Messi                                                                     | Ter Stegen Roberto, Piqué, Mascherano, Alba Rakitić (46' D. Suárez), Busquets, Gomes Messi, L. Suárez, Neymar                              | 22' Ter Stegen 55' Mascherano 84' D. Suárez 90+3' Alba                    |
| 3 december 2016 16:15 Camp Nou Barcelona                          | FC Barcelona                                                                          | 1-1                             | Real Madrid                                                                   | Ter Stegen Roberto, Piqué, Mascherano, Alba Rakitić (60' Iniesta), Busquets, Gomes (78' Turan) Messi, L. Suárez, Neymar (87' D. Suárez)    | 28' Neymar 75' L. Suárez 83' Busquets 89' Mascherano                      |
| 3 december 2016 16:15 Camp Nou Barcelona                          | 53' L. Suárez                                                                         | 1-0 1-1                         | 90' Ramos                                                                     | Ter Stegen Roberto, Piqué, Mascherano, Alba Rakitić (60' Iniesta), Busquets, Gomes (78' Turan) Messi, L. Suárez, Neymar (87' D. Suárez)    | 28' Neymar 75' L. Suárez 83' Busquets 89' Mascherano                      |
| 10 december 2016 13:00 Estadio El Sadar Pamplona                  | Osasuna                                                                               | 0-3                             | FC Barcelona                                                                  | Ter Stegen Roberto, Piqué, Umtiti, Alba Gomes (76' Rafinha), Busquets, Iniesta Messi, L. Suárez, Turan (65' D. Suárez)                     |                                                                           |
| 10 december 2016 13:00 Estadio El Sadar Pamplona                  |                                                                                       | 0-1 0-2 0-3                     | 56' L. Suárez 72' Messi 90+2' Messi                                           | Ter Stegen Roberto, Piqué, Umtiti, Alba Gomes (76' Rafinha), Busquets, Iniesta Messi, L. Suárez, Turan (65' D. Suárez)                     |                                                                           |
| 18 december 2016 20:45 Camp Nou Barcelona                         | FC Barcelona                                                                          | 4-1                             | Espanyol                                                                      | Ter Stegen Roberto, Piqué, Mascherano, Alba D. Suárez (66' Rafinha), Busquets (74' Umtiti), Iniesta Messi, L. Suárez, Neymar               |                                                                           |
| 18 december 2016 20:45 Camp Nou Barcelona                         | 18' L. Suárez 67' L. Suárez 68' Alba 90' Messi                                        | 1-0 2-0 3-0 3-1 4-1             | 79' David López                                                               | Ter Stegen Roberto, Piqué, Mascherano, Alba D. Suárez (66' Rafinha), Busquets (74' Umtiti), Iniesta Messi, L. Suárez, Neymar               |                                                                           |
| 8 januari 2017 20:45 Estadio de la Cerámica Villarreal            | Villarreal                                                                            | 1-1                             | FC Barcelona                                                                  | Ter Stegen Roberto, Piqué, Mascherano, Digne (71' Turan) Gomes (68' D. Suárez), Busquets, Iniesta Messi, L. Suárez, Neymar                 | 78' Roberto 83' Piqué                                                     |
| 8 januari 2017 20:45 Estadio de la Cerámica Villarreal            | 49' Sansone                                                                           | 1-0 1-1                         | 90' Messi                                                                     | Ter Stegen Roberto, Piqué, Mascherano, Digne (71' Turan) Gomes (68' D. Suárez), Busquets, Iniesta Messi, L. Suárez, Neymar                 | 78' Roberto 83' Piqué                                                     |
| 14 januari 2017 16:15 Camp Nou Barcelona                          | FC Barcelona                                                                          | 5-0                             | Las Palmas                                                                    | Ter Stegen Vidal, Mascherano, Umtiti, Alba Gomes (62' Rakitić), Busquets (73' Mathieu), Rafinha Messi, L. Suárez (68' Alcácer), Turan      | 25' Rafinha 29' Mascherano 32' Gomes                                      |
| 14 januari 2017 16:15 Camp Nou Barcelona                          | 14' L. Suárez 52' Messi 57' L. Suárez 59' Turan 80' Vidal                             | 1-0 2-0 3-0 4-0 5-0             |                                                                               | Ter Stegen Vidal, Mascherano, Umtiti, Alba Gomes (62' Rakitić), Busquets (73' Mathieu), Rafinha Messi, L. Suárez (68' Alcácer), Turan      | 25' Rafinha 29' Mascherano 32' Gomes                                      |
| 22 januari 2017 20:45 Estadio Municipal de Ipurua Eibar           | Eibar                                                                                 | 0-4                             | FC Barcelona                                                                  | Ter Stegen Roberto (65' Vidal), Umtiti, Mathieu, Alba Rakitić, Busquets (10' D. Suárez), Turan Messi, L. Suárez (76' Alcácer), Neymar      | 42' Turan                                                                 |
| 22 januari 2017 20:45 Estadio Municipal de Ipurua Eibar           |                                                                                       | 0-1 0-2 0-3 0-4                 | 31' D. Suárez 50' Messi 68' L. Suárez 90+1' Neymar                            | Ter Stegen Roberto (65' Vidal), Umtiti, Mathieu, Alba Rakitić, Busquets (10' D. Suárez), Turan Messi, L. Suárez (76' Alcácer), Neymar      | 42' Turan                                                                 |
| Terugronde                                                        |                                                                                       |                                 |                                                                               | |                                                                           |
| 29 januari 2017 12:00 Estadio Benito Villamarín Sevilla           | Real Betis                                                                            | 1-1                             | FC Barcelona                                                                  | Ter Stegen Vidal, Piqué, Mathieu, Digne (68' Alba) D. Suárez (59' Gomes), Rakitić, Turan (68' Roberto) Messi, L. Suárez, Neymar            | 43' Piqué 70' Rakitić 78' Gomes                                           |
| 29 januari 2017 12:00 Estadio Benito Villamarín Sevilla           | 75' Alegría                                                                           | 1-0 1-1                         | 90' L. Suárez                                                                 | Ter Stegen Vidal, Piqué, Mathieu, Digne (68' Alba) D. Suárez (59' Gomes), Rakitić, Turan (68' Roberto) Messi, L. Suárez, Neymar            | 43' Piqué 70' Rakitić 78' Gomes                                           |
| 4 februari 2017 16:15 Camp Nou Barcelona                          | FC Barcelona                                                                          | 3-0                             | Athletic Bilbao                                                               | Ter Stegen Vidal, Piqué (46' Mascherano), Umtiti, Mathieu Rafinha (54' Rakitić), Gomes, Turan Messi (64' Roberto), Alcácer, Neymar         | 22' Piqué                                                                 |
| 4 februari 2017 16:15 Camp Nou Barcelona                          | 18' Alcácer 40' Messi 67' Vidal                                                       | 1-0 2-0 3-0                     |                                                                               | Ter Stegen Vidal, Piqué (46' Mascherano), Umtiti, Mathieu Rafinha (54' Rakitić), Gomes, Turan Messi (64' Roberto), Alcácer, Neymar         | 22' Piqué                                                                 |
| 11 februari 2017 16:15 Estadio Mendizorrotza Vitoria-Gasteiz      | Deportivo Alavés                                                                      | 0-6                             | FC Barcelona                                                                  | Ter Stegen Vidal, Umtiti (66' Alba), Mathieu, Digne Rakitić, Busquets (64' Iniesta), Gomes (72' Roberto) Messi, L. Suárez, Neymar          | 6' Umtiti 59' Busquets 61' Rakitić                                        |
| 11 februari 2017 16:15 Estadio Mendizorrotza Vitoria-Gasteiz      |                                                                                       | 0-1 0-2 0-3 0-4 0-5 0-6         | 37' L. Suárez 40' Neymar 59' Messi 63' Alexis (own) 65' Rakitić 67' L. Suárez | Ter Stegen Vidal, Umtiti (66' Alba), Mathieu, Digne Rakitić, Busquets (64' Iniesta), Gomes (72' Roberto) Messi, L. Suárez, Neymar          | 6' Umtiti 59' Busquets 61' Rakitić                                        |
| 19 februari 2017 20:45 Camp Nou Barcelona                         | FC Barcelona                                                                          | 2-1                             | Leganés                                                                       | Ter Stegen Roberto, Umtiti, Mathieu, Digne (81' Alba) Rakitić, Gomes (80' Iniesta), Rafinha (80' D. Suárez) Messi, L. Suárez, Neymar       | 46' L. Suárez                                                             |
| 19 februari 2017 20:45 Camp Nou Barcelona                         | 4' Messi 90' Messi (pen.)                                                             | 1-0 1-1 2-1                     | 71' Unai López                                                                | Ter Stegen Roberto, Umtiti, Mathieu, Digne (81' Alba) Rakitić, Gomes (80' Iniesta), Rafinha (80' D. Suárez) Messi, L. Suárez, Neymar       | 46' L. Suárez                                                             |
| 26 februari 2017 16:15 Estadio Vicente Calderón Madrid            | Atlético Madrid                                                                       | 1-2                             | FC Barcelona                                                                  | Ter Stegen Piqué, Umtiti, Mathieu (77' Digne) Roberto (85' Gomes), Busquets, Messi, Iniesta (71' Rakitić) Rafinha, L. Suárez, Neymar       | 55' Busquets 82' Messi                                                    |
| 26 februari 2017 16:15 Estadio Vicente Calderón Madrid            | 70' Godín                                                                             | 0-1 1-1 1-2                     | 64' Rafinha 86' Messi                                                         | Ter Stegen Piqué, Umtiti, Mathieu (77' Digne) Roberto (85' Gomes), Busquets, Messi, Iniesta (71' Rakitić) Rafinha, L. Suárez, Neymar       | 55' Busquets 82' Messi                                                    |
| 1 maart 2017 19:30 Camp Nou Barcelona                             | FC Barcelona                                                                          | 6-1                             | Sporting Gijón                                                                | Ter Stegen Mascherano, Umtiti, Alba Rafinha (74' Roberto), Rakitić, Busquets, D. Suárez Messi (61' Gomes), L. Suárez (46' Alcácer), Neymar | 45+1' Neymar                                                              |
| 1 maart 2017 19:30 Camp Nou Barcelona                             | 9' Messi 11' Rodríguez (own) 27' L. Suárez 49' Alcácer 65' Neymar 87' Rakitić         | 1-0 2-0 2-1 3-1 4-1 5-1 6-1     | 21' Castro                                                                    | Ter Stegen Mascherano, Umtiti, Alba Rafinha (74' Roberto), Rakitić, Busquets, D. Suárez Messi (61' Gomes), L. Suárez (46' Alcácer), Neymar | 45+1' Neymar                                                              |
| 4 maart 2017 20:45 Camp Nou Barcelona                             | FC Barcelona                                                                          | 5-0                             | Celta de Vigo                                                                 | Ter Stegen Piqué, Umtiti, Alba Rafinha, Roberto (67' Iniesta), Busquets (61' Mascherano), Rakitić Messi, L. Suárez, Neymar (70' D. Suárez) | 20' Busquets                                                              |
| 4 maart 2017 20:45 Camp Nou Barcelona                             | 24' Messi 40' Neymar 57' Rakitić 61' Umtiti 64' Messi                                 | 1-0 2-0 3-0 4-0 5-0             |                                                                               | Ter Stegen Piqué, Umtiti, Alba Rafinha, Roberto (67' Iniesta), Busquets (61' Mascherano), Rakitić Messi, L. Suárez, Neymar (70' D. Suárez) | 20' Busquets                                                              |
| 12 maart 2017 16:15 Estadio Municipal de Riazor La Coruña         | Deportivo La Coruña                                                                   | 2-1                             | FC Barcelona                                                                  | Ter Stegen Mascherano, Piqué, Alba D. Súarez (77' Alcácer), Roberto, Busquets, Gomes (58' Rakitić) Messi, L. Suárez, Turan (58' Iniesta)   |                                                                           |
| 12 maart 2017 16:15 Estadio Municipal de Riazor La Coruña         | 40' Joselu 74' Bergantiños                                                            | 1-0 1-1 2-1                     | 46' L. Suárez                                                                 | Ter Stegen Mascherano, Piqué, Alba D. Súarez (77' Alcácer), Roberto, Busquets, Gomes (58' Rakitić) Messi, L. Suárez, Turan (58' Iniesta)   |                                                                           |
| 19 maart 2017 20:45 Camp Nou Barcelona                            | FC Barcelona                                                                          | 4-2                             | Valencia                                                                      | Ter Stegen Mascherano, Piqué, Umtiti Rafinha (74' Gomes), Busquets, Rakitić (65' Roberto), Iniesta Messi, L. Suárez, Neymar                | 67' Iniesta 77' Gomes 86' Messi                                           |
| 19 maart 2017 20:45 Camp Nou Barcelona                            | 35' L. Suárez 45' Messi (pen.) 52' Messi 89' Gomes                                    | 0-1 1-1 2-1 2-2 3-2 4-2         | 29' Mangala 45+1' Munir                                                       | Ter Stegen Mascherano, Piqué, Umtiti Rafinha (74' Gomes), Busquets, Rakitić (65' Roberto), Iniesta Messi, L. Suárez, Neymar                | 67' Iniesta 77' Gomes 86' Messi                                           |
| 2 april 2017 20:45 Estadio Nuevo Los Cármenes Granada             | Granada                                                                               | 1-4                             | FC Barcelona                                                                  | Ter Stegen Roberto, Mascherano, Mathieu, Alba Rakitić (87' Aleñà), Busquets, Rafinha (17' Alcácer) Gomes (67' Iniesta), L. Suárez, Neymar  | 28' Roberto 60' Alba 77' Rakitić                                          |
| 2 april 2017 20:45 Estadio Nuevo Los Cármenes Granada             | 50' Boga                                                                              | 0-1 1-1 1-2 1-3 1-4             | 44' L. Suárez 64' Alcácer 83' Rakitić 90+1' Neymar                            | Ter Stegen Roberto, Mascherano, Mathieu, Alba Rakitić (87' Aleñà), Busquets, Rafinha (17' Alcácer) Gomes (67' Iniesta), L. Suárez, Neymar  | 28' Roberto 60' Alba 77' Rakitić                                          |
| 5 april 2017 19:30 Camp Nou Barcelona                             | FC Barcelona                                                                          | 3-0                             | Sevilla FC                                                                    | Ter Stegen Mascherano, Piqué (77' Digne), Umtiti Roberto, Rakitić (80' Aleñà), Busquets, Iniesta Messi, L. Suárez (65' Alcácer), Neymar    | 15' Piqué 71' Busquets 78' Rakitić 84' Aleñà                              |
| 5 april 2017 19:30 Camp Nou Barcelona                             | 25' L. Suárez 28' Messi 33' Messi                                                     | 1-0 2-0 3-0                     |                                                                               | Ter Stegen Mascherano, Piqué (77' Digne), Umtiti Roberto, Rakitić (80' Aleñà), Busquets, Iniesta Messi, L. Suárez (65' Alcácer), Neymar    | 15' Piqué 71' Busquets 78' Rakitić 84' Aleñà                              |
| 8 april 2017 20:45 Estadio La Rosaleda Málaga                     | Málaga                                                                                | 2-0                             | FC Barcelona                                                                  | Ter Stegen Mascherano, Umtiti, Mathieu (46' Roberto), Alba D. Suárez (46' Iniesta), Busquets, Gomes (61' Alcácer) Messi, L. Suárez, Neymar | 8' Alba 27' Neymar 33' Umtiti 65' Neymar 87' Mascherano                   |
| 8 april 2017 20:45 Estadio La Rosaleda Málaga                     | 32' Ramírez 90' Jony                                                                  | 1-0 2-0                         |                                                                               | Ter Stegen Mascherano, Umtiti, Mathieu (46' Roberto), Alba D. Suárez (46' Iniesta), Busquets, Gomes (61' Alcácer) Messi, L. Suárez, Neymar | 8' Alba 27' Neymar 33' Umtiti 65' Neymar 87' Mascherano                   |
| 15 april 2017 20:45 Camp Nou Barcelona                            | FC Barcelona                                                                          | 3-2                             | Real Sociedad                                                                 | Ter Stegen Roberto, Piqué, Umtiti, Alba Gomes (69' Iniesta), Busquets, Messi, Rakitić L. Suárez, Alcácer (79' D. Suárez)                   | 41' Alcácer 68' L. Suárez 88' Piqué                                       |
| 15 april 2017 20:45 Camp Nou Barcelona                            | 17' Messi 37' Messi 44' Alcácer                                                       | 1-0 2-0 2-1 3-1 3-2             | 42' Umtiti (own) 45+1' Prieto                                                 | Ter Stegen Roberto, Piqué, Umtiti, Alba Gomes (69' Iniesta), Busquets, Messi, Rakitić L. Suárez, Alcácer (79' D. Suárez)                   | 41' Alcácer 68' L. Suárez 88' Piqué                                       |
| 23 april 2017 20:45 Estadio Santiago Bernabéu Madrid              | Real Madrid                                                                           | 2-3                             | FC Barcelona                                                                  | Ter Stegen Roberto, Piqué, Umtiti, Alba Rakitić, Busquets, Messi, Iniesta L. Suárez, Alcácer (70' Gomes)                                   | 39' Umtiti 90+3' Messi                                                    |
| 23 april 2017 20:45 Estadio Santiago Bernabéu Madrid              | 28' Casemiro 85' Rodríguez                                                            | 1-0 1-1 1-2 2-2 2-3             | 33' Messi 73' Rakitić 90+2' Messi                                             | Ter Stegen Roberto, Piqué, Umtiti, Alba Rakitić, Busquets, Messi, Iniesta L. Suárez, Alcácer (70' Gomes)                                   | 39' Umtiti 90+3' Messi                                                    |
| 26 april 2017 19:30 Camp Nou Barcelona                            | FC Barcelona                                                                          | 7-1                             | Osasuna                                                                       | Ter Stegen Mascherano, Piqué, Digne Gomes, Rakitić, Busquets, D. Suárez, Turan Alcácer, Messi (63' Aleñà)                                  |                                                                           |
| 26 april 2017 19:30 Camp Nou Barcelona                            | 12' Messi 30' Gomes 57' Gomes 61' Messi 64' Alcácer 67' Mascherano (pen.) 86' Alcácer | 1-0 2-0 2-1 3-1 4-1 5-1 6-1 7-1 | 48' R. Torres                                                                 | Ter Stegen Mascherano, Piqué, Digne Gomes, Rakitić, Busquets, D. Suárez, Turan Alcácer, Messi (63' Aleñà)                                  |                                                                           |
| 29 april 2017 20:45 Estadi Cornellà-El Prat Cornellà de Llobregat | Espanyol                                                                              | 0-3                             | FC Barcelona                                                                  | Ter Stegen Roberto, Piqué, Umtiti, Alba Rakitić, Busquets, Gomes (78' Mascherano) Messi, L. Suárez, Neymar                                 |                                                                           |
| 29 april 2017 20:45 Estadi Cornellà-El Prat Cornellà de Llobregat |                                                                                       | 0-1 0-2 0-3                     | 50' L. Suárez 76' Rakitić 87' L. Suárez                                       | Ter Stegen Roberto, Piqué, Umtiti, Alba Rakitić, Busquets, Gomes (78' Mascherano) Messi, L. Suárez, Neymar                                 |                                                                           |
| 6 mei 2017 18:30 Camp Nou Barcelona                               | FC Barcelona                                                                          | 4-1                             | Villarreal                                                                    | Ter Stegen Roberto (78' Mascherano), Piqué, Umtiti, Digne (75' Alba) Rakitić (83' Gomes), Busquets, Iniesta Messi, L. Suárez, Neymar       | 16' Roberto 64' Iniesta                                                   |
| 6 mei 2017 18:30 Camp Nou Barcelona                               | 21' Neymar 45' Messi 69' L. Suárez 82' Messi (pen.)                                   | 1-0 1-1 2-1 3-1 4-1             | 32' Bakambu                                                                   | Ter Stegen Roberto (78' Mascherano), Piqué, Umtiti, Digne (75' Alba) Rakitić (83' Gomes), Busquets, Iniesta Messi, L. Suárez, Neymar       | 16' Roberto 64' Iniesta                                                   |
| 14 mei 2017 20:00 Estadio de Gran Canaria Las Palmas              | Las Palmas                                                                            | 1-4                             | FC Barcelona                                                                  | Ter Stegen Digne (58' Gomes), Marlon, Umtiti, Alba Rakitić (79' D. Suárez), Busquets, Iniesta Messi, L. Suárez (79' Alcácer), Neymar       | 6' Digne                                                                  |
| 14 mei 2017 20:00 Estadio de Gran Canaria Las Palmas              | 63' Bigas                                                                             | 0-1 0-2 1-2 1-3 1-4             | 25' Neymar 27' L. Suárez 67' Neymar 71' Neymar                                | Ter Stegen Digne (58' Gomes), Marlon, Umtiti, Alba Rakitić (79' D. Suárez), Busquets, Iniesta Messi, L. Suárez (79' Alcácer), Neymar       | 6' Digne                                                                  |
| 21 mei 2017 20:00 Camp Nou Barcelona                              | FC Barcelona                                                                          | 4-2                             | Eibar                                                                         | Ter Stegen Roberto (46' Gomes), Marlon, Umtiti, Alba Rakitić (71' Alcácer), Busquets, Iniesta Messi, L. Suárez, Neymar                     | 41' Busquets                                                              |
| 21 mei 2017 20:00 Camp Nou Barcelona                              | 63' Juncà (own) 73' L. Suárez 75' Messi (pen.) 90+2' Messi                            | 0-1 0-2 1-2 2-2 3-2 4-2         | 7' Inui 61' Inui                                                              | Ter Stegen Roberto (46' Gomes), Marlon, Umtiti, Alba Rakitić (71' Alcácer), Busquets, Iniesta Messi, L. Suárez, Neymar                     | 41' Busquets                                                              |

### Overzicht
| Speeldag  | 1 | 2 | 3 | 4 | 5  | 6  | 7  | 8  | 9  | 10 | 11 | 12 | 13 | 14 | 15 | 16 | 17 | 18 | 19 | 20 | 21 | 22 | 23 | 24 | 25 | 26 | 27 | 28 | 29 | 30 | 31 | 32 | 33 | 34 | 35 | 36 | 37 | 38 |
| --------- | - | - | - | - | -- | -- | -- | -- | -- | -- | -- | -- | -- | -- | -- | -- | -- | -- | -- | -- | -- | -- | -- | -- | -- | -- | -- | -- | -- | -- | -- | -- | -- | -- | -- | -- | -- | -- |
| Resultaat | w | w | v | w | g  | w  | v  | w  | w  | w  | w  | g  | g  | g  | w  | w  | g  | w  | w  | g  | w  | w  | w  | w  | w  | w  | v  | w  | w  | w  | v  | w  | w  | w  | w  | w  | w  | w  |
| Punten    | 3 | 6 | 6 | 9 | 10 | 13 | 13 | 16 | 19 | 22 | 25 | 26 | 27 | 28 | 31 | 34 | 35 | 38 | 41 | 42 | 45 | 48 | 51 | 54 | 57 | 60 | 60 | 63 | 66 | 69 | 69 | 72 | 75 | 78 | 81 | 84 | 87 | 90 |
| Positie   | 1 | 2 | 5 | 2 | 3  | 2  | 4  | 4  | 3  | 2  | 2  | 2  | 2  | 2  | 2  | 2  | 3  | 3  | 3  | 2  | 2  | 2  | 2  | 2  | 1  | 1  | 2  | 2  | 2  | 2  | 2  | 2  | 1  | 1  | 1  | 1  | 1  | 2  |

## Copa del Rey
| Copa del Rey                                            |                                                                                    |                             |                             | |                                                                                              |
| Wedstrijddetails                                        | Thuisploeg                                                                         | Uitslag                     | Uitploeg                    | Opstelling | Kaarten                                                                                      |
| 1/16 finale                                             |                                                                                    |                             |                             | |                                                                                              |
| 30 november 2016 22:00 Estadio José Rico Pérez Alicante | Hércules (III)                                                                     | 1-1                         | FC Barcelona                | Cillessen Vidal, López, Umtiti (69' Nili), Digne Carbonell (69' Gomes), Aleñà (76' Cardona), D. Suárez Turan, Alcácer, Rafinha         |                                                                                              |
| 30 november 2016 22:00 Estadio José Rico Pérez Alicante | 52' Mainz                                                                          | 1-0 1-1                     | 58' Aleñà                   | Cillessen Vidal, López, Umtiti (69' Nili), Digne Carbonell (69' Gomes), Aleñà (76' Cardona), D. Suárez Turan, Alcácer, Rafinha         |                                                                                              |
| 21 december 2016 22:00 Camp Nou Barcelona               | FC Barcelona                                                                       | 7-0                         | Hércules (III)              | Cillessen Vidal, Mascherano, Umtiti, Digne Rakitić, D. Suárez, Gomes Turan, Alcácer, Rafinha                                           | 42' Vidal                                                                                    |
| 21 december 2016 22:00 Camp Nou Barcelona               | 37' Digne 45' Rakitić (pen.) 50' Rafinha 55' Turan 73' Alcácer 86' Turan 89' Turan | 1-0 2-0 3-0 4-0 5-0 6-0 7-0 |                             | Cillessen Vidal, Mascherano, Umtiti, Digne Rakitić, D. Suárez, Gomes Turan, Alcácer, Rafinha                                           | 42' Vidal                                                                                    |
| 1/8 finale                                              |                                                                                    |                             |                             | |                                                                                              |
| 5 januari 2017 21:15 San Mamés Bilbao                   | Athletic Bilbao                                                                    | 2-1                         | FC Barcelona                | Ter Stegen Roberto, Piqué, Umtiti (88' Alcácer), Alba Rakitić (71' Gomes), Busquets, Iniesta Messi, L. Suárez, Neymar                  | 40' Umtiti 45+1' Iniesta 45+2' Alba 45+3' Busquets                                           |
| 5 januari 2017 21:15 San Mamés Bilbao                   | 25' Aduriz 28' Williams                                                            | 1-0 2-0 2-1                 | 52' Messi                   | Ter Stegen Roberto, Piqué, Umtiti (88' Alcácer), Alba Rakitić (71' Gomes), Busquets, Iniesta Messi, L. Suárez, Neymar                  | 40' Umtiti 45+1' Iniesta 45+2' Alba 45+3' Busquets                                           |
| 11 januari 2017 21:15 Camp Nou Barcelona                | FC Barcelona                                                                       | 3-1                         | Athletic Bilbao             | Cillessen Roberto, Piqué, Umtiti, Alba Rafinha (80' Rakitić), Busquets, Iniesta (89' Turan) Messi, L. Suárez, Neymar (87' D. Suárez)   | 30' Umtiti                                                                                   |
| 11 januari 2017 21:15 Camp Nou Barcelona                | 35' L. Suárez 48' Neymar (pen.) 78' Messi                                          | 1-0 2-0 2-1 3-1             | 51' Saborit                 | Cillessen Roberto, Piqué, Umtiti, Alba Rafinha (80' Rakitić), Busquets, Iniesta (89' Turan) Messi, L. Suárez, Neymar (87' D. Suárez)   | 30' Umtiti                                                                                   |
| Kwartfinale                                             |                                                                                    |                             |                             | |                                                                                              |
| 19 januari 2017 21:15 Estadio Anoeta San Sebastián      | Real Sociedad                                                                      | 0-1                         | FC Barcelona                | Cillessen Roberto, Piqué, Umtiti, Digne Rakitić (69' D. Suárez), Busquets, Iniesta (46' Gomes) Messi, L. Suárez, Neymar                | 43' Messi 64' Neymar                                                                         |
| 19 januari 2017 21:15 Estadio Anoeta San Sebastián      |                                                                                    | 0-1                         | 21' Neymar (pen.)           | Cillessen Roberto, Piqué, Umtiti, Digne Rakitić (69' D. Suárez), Busquets, Iniesta (46' Gomes) Messi, L. Suárez, Neymar                | 43' Messi 64' Neymar                                                                         |
| 26 januari 2017 21:15 Camp Nou Barcelona                | FC Barcelona                                                                       | 5-2                         | Real Sociedad               | Cillessen Roberto (46' Vidal), Piqué, Umtiti, Alba D. Suárez, Mascherano (66' Rakitić), Gomes Messi, L. Suárez, Neymar (75' Turan)     | 40' Alba 40' Neymar 51' L. Suárez                                                            |
| 26 januari 2017 21:15 Camp Nou Barcelona                | 17' D. Suárez 55' Messi (pen.) 63' L. Suárez 80' Turan 82' D. Suárez               | 1-0 2-0 2-1 3-1 3-2 4-2 5-2 | 62' Juanmi 73' Willian José | Cillessen Roberto (46' Vidal), Piqué, Umtiti, Alba D. Suárez, Mascherano (66' Rakitić), Gomes Messi, L. Suárez, Neymar (75' Turan)     | 40' Alba 40' Neymar 51' L. Suárez                                                            |
| Halve finale                                            |                                                                                    |                             |                             | |                                                                                              |
| 1 februari 2017 21:00 Estadio Vicente Calderón Madrid   | Atlético Madrid                                                                    | 1-2                         | FC Barcelona                | Cillessen Roberto, Piqué, Umtiti, Alba Rakitić (58' D. Suárez), Mascherano, Gomes (72' Rafinha) Messi, L. Suárez, Neymar               | 64' Neymar 90' Messi 90+1' Mascherano                                                        |
| 1 februari 2017 21:00 Estadio Vicente Calderón Madrid   | 59' Griezmann                                                                      | 0-1 0-2 1-2                 | 7' L. Suárez 33' Messi      | Cillessen Roberto, Piqué, Umtiti, Alba Rakitić (58' D. Suárez), Mascherano, Gomes (72' Rafinha) Messi, L. Suárez, Neymar               | 64' Neymar 90' Messi 90+1' Mascherano                                                        |
| 7 februari 2017 21:00 Camp Nou Barcelona                | FC Barcelona                                                                       | 1-1                         | Atlético Madrid             | Cillessen Roberto, Piqué, Umtiti, Alba Rakitić (72' Iniesta), Gomes, D. Suárez (62' Mascherano) Messi, L. Suárez, Turan (70' Busquets) | 19' Roberto 57' Roberto 66' Rakitić 76' Cillessen 87' L. Suárez 90' L. Suárez 90+6' Busquets |
| 7 februari 2017 21:00 Camp Nou Barcelona                | 43' L. Suárez                                                                      | 1-0 1-1                     | 83' Gameiro                 | Cillessen Roberto, Piqué, Umtiti, Alba Rakitić (72' Iniesta), Gomes, D. Suárez (62' Mascherano) Messi, L. Suárez, Turan (70' Busquets) | 19' Roberto 57' Roberto 66' Rakitić 76' Cillessen 87' L. Suárez 90' L. Suárez 90+6' Busquets |
| Finale                                                  |                                                                                    |                             |                             | |                                                                                              |
| 27 mei 2017 21:30 Estadio Vicente Calderón Madrid       | FC Barcelona                                                                       | 3-1                         | Deportivo Alavés            | Cillessen Mascherano (11' Gomes), Piqué, Umtiti, Alba Rakitić (83' Vidal), Busquets, Iniesta Messi, Alcácer, Neymar                    | 42' Umtiti 76' Messi 76' Iniesta                                                             |
| 27 mei 2017 21:30 Estadio Vicente Calderón Madrid       | 30' Messi 45' Neymar 45+3' Alcácer                                                 | 1-0 1-1 2-1 3-1             | 33' Theo                    | Cillessen Mascherano (11' Gomes), Piqué, Umtiti, Alba Rakitić (83' Vidal), Busquets, Iniesta Messi, Alcácer, Neymar                    | 42' Umtiti 76' Messi 76' Iniesta                                                             |

## UEFA Champions League
| UEFA Champions League                                 |                                                                                              |                             |                            | |                                                          |
| Wedstrijddetails                                      | Thuisploeg                                                                                   | Uitslag                     | Uitploeg                   | Opstelling | Kaarten                                                  |
| Groepsfase                                            |                                                                                              |                             |                            | |                                                          |
| 13 september 2016 20:45 Camp Nou Barcelona            | FC Barcelona                                                                                 | 7-0                         | Celtic FC                  | Ter Stegen Roberto, Piqué, Umtiti, Alba Rakitić (46' Iniesta), Busquets (61' Rafinha), Gomes Messi, L. Suárez, Neymar                   | 23' Ter Stegen 40' Rakitić                               |
| 13 september 2016 20:45 Camp Nou Barcelona            | 3' Messi 27' Messi 50' Neymar 59' Iniesta 60' Messi 75' L. Suárez 88' L. Suárez              | 1-0 2-0 3-0 4-0 5-0 6-0 7-0 |                            | Ter Stegen Roberto, Piqué, Umtiti, Alba Rakitić (46' Iniesta), Busquets (61' Rafinha), Gomes Messi, L. Suárez, Neymar                   | 23' Ter Stegen 40' Rakitić                               |
| 28 september 2016 20:45 Borussia-Park Mönchengladbach | Borussia Mönchengladbach                                                                     | 1-2                         | FC Barcelona               | Ter Stegen Roberto, Piqué, Mascherano, Alba Rakitić (59' Turan), Busquets, Iniesta Alcácer (54' Rafinha), L. Suárez, Neymar             | 63' Mascherano 70' Piqué 90' Neymar                      |
| 28 september 2016 20:45 Borussia-Park Mönchengladbach | 34' Hazard                                                                                   | 1-0 1-1 1-2                 | 65' Turan 73' Piqué        | Ter Stegen Roberto, Piqué, Mascherano, Alba Rakitić (59' Turan), Busquets, Iniesta Alcácer (54' Rafinha), L. Suárez, Neymar             | 63' Mascherano 70' Piqué 90' Neymar                      |
| 19 oktober 2016 20:45 Camp Nou Barcelona              | FC Barcelona                                                                                 | 4-0                         | Manchester City            | Ter Stegen Mascherano, Piqué (39' Mathieu), Umtiti, Alba (10' Digne) Rakitić, Busquets, Iniesta (80' Gomes) Messi, L. Suárez, Neymar    | 71' Mathieu 73' Mathieu                                  |
| 19 oktober 2016 20:45 Camp Nou Barcelona              | 17' Messi 61' Messi 69' Messi 89' Neymar                                                     | 1-0 2-0 3-0 4-0             |                            | Ter Stegen Mascherano, Piqué (39' Mathieu), Umtiti, Alba (10' Digne) Rakitić, Busquets, Iniesta (80' Gomes) Messi, L. Suárez, Neymar    | 71' Mathieu 73' Mathieu                                  |
| 1 november 2016 20:45 Etihad Stadium Manchester       | Manchester City                                                                              | 3-1                         | FC Barcelona               | Ter Stegen Roberto, Mascherano, Umtiti, Digne Rakitić (61' Turan), Busquets, Gomes (76' Rafinha) Messi, L. Suárez, Neymar               | 20' Rakitić 29' Neymar 74' Busquets                      |
| 1 november 2016 20:45 Etihad Stadium Manchester       | 39' Gündoğan 51' De Bruyne 74' Gündoğan                                                      | 0-1 1-1 2-1 3-1             | 21' Messi                  | Ter Stegen Roberto, Mascherano, Umtiti, Digne Rakitić (61' Turan), Busquets, Gomes (76' Rafinha) Messi, L. Suárez, Neymar               | 20' Rakitić 29' Neymar 74' Busquets                      |
| 23 november 2016 20:45 Celtic Park Glasgow            | Celtic FC                                                                                    | 0-2                         | FC Barcelona               | Ter Stegen Roberto, Piqué (72' Marlon), Mascherano, Alba (66' Digne) Rakitić, Busquets, Gomes Messi, L. Suárez, Neymar (77' Turan)      | 41' Alba 63' Roberto 71' Neymar 88' Rakitić              |
| 23 november 2016 20:45 Celtic Park Glasgow            |                                                                                              | 0-1 0-2                     | 24' Messi 55' Messi (pen.) | Ter Stegen Roberto, Piqué (72' Marlon), Mascherano, Alba (66' Digne) Rakitić, Busquets, Gomes Messi, L. Suárez, Neymar (77' Turan)      | 41' Alba 63' Roberto 71' Neymar 88' Rakitić              |
| 6 december 2016 20:45 Camp Nou Barcelona              | FC Barcelona                                                                                 | 4-0                         | Borussia Mönchengladbach   | Cillessen Vidal, Mascherano, Umtiti, Digne D. Suárez, Gomes, Iniesta (61' Rafinha) Messi, Alcácer, Turan (74' Cardona)                  |                                                          |
| 6 december 2016 20:45 Camp Nou Barcelona              | 16' Messi 50' Turan 53' Turan 67' Turan                                                      | 1-0 2-0 3-0 4-0             |                            | Cillessen Vidal, Mascherano, Umtiti, Digne D. Suárez, Gomes, Iniesta (61' Rafinha) Messi, Alcácer, Turan (74' Cardona)                  |                                                          |
| 1/8 finale                                            |                                                                                              |                             |                            | |                                                          |
| 14 februari 2017 20:45 Parc des Princes Parijs        | Paris Saint-Germain                                                                          | 4-0                         | FC Barcelona               | Ter Stegen Roberto, Piqué, Umtiti, Alba Gomes (58' Rafinha), Busquets, Iniesta (73' Rakitić) Messi, L. Suárez, Neymar                   | 33' Gomes 62' Busquets 74' Rafinha                       |
| 14 februari 2017 20:45 Parc des Princes Parijs        | 18' Di María 40' Draxler 55' Di María 71' Cavani                                             | 1-0 2-0 3-0 4-0             |                            | Ter Stegen Roberto, Piqué, Umtiti, Alba Gomes (58' Rafinha), Busquets, Iniesta (73' Rakitić) Messi, L. Suárez, Neymar                   | 33' Gomes 62' Busquets 74' Rafinha                       |
| 8 maart 2017 20:45 Camp Nou Barcelona                 | FC Barcelona                                                                                 | 6-1                         | Paris Saint-Germain        | Ter Stegen Mascherano, Piqué, Umtiti Rafinha (76' Roberto), Rakitić (84' Gomes), Busquets, Iniesta (65' Turan) Messi, L. Suárez, Neymar | 23' Piqué 36' Busquets 61' Rakitić 64' Neymar 67' Suárez |
| 8 maart 2017 20:45 Camp Nou Barcelona                 | 3' L. Suárez 40' Kurzawa (own) 50' Messi (pen.) 88' Neymar 90+1' Neymar (pen.) 90+5' Roberto | 1-0 2-0 3-0 3-1 4-1 5-1 6-1 | 62' Cavani                 | Ter Stegen Mascherano, Piqué, Umtiti Rafinha (76' Roberto), Rakitić (84' Gomes), Busquets, Iniesta (65' Turan) Messi, L. Suárez, Neymar | 23' Piqué 36' Busquets 61' Rakitić 64' Neymar 67' Suárez |
| Kwartfinale                                           |                                                                                              |                             |                            | |                                                          |
| 11 april 2017 20:45 Juventus Stadium Turijn           | Juventus FC                                                                                  | 3-0                         | FC Barcelona               | Ter Stegen Piqué, Umtiti, Mathieu (46' Gomes) Roberto, Rakitić, Mascherano, Iniesta Messi, L. Suárez, Neymar                            | 53' L. Suárez 57' Iniesta 90+1' Umtiti                   |
| 11 april 2017 20:45 Juventus Stadium Turijn           | 7' Dybala 22' Dybala 55' Chiellini                                                           | 1-0 2-0 3-0                 |                            | Ter Stegen Piqué, Umtiti, Mathieu (46' Gomes) Roberto, Rakitić, Mascherano, Iniesta Messi, L. Suárez, Neymar                            | 53' L. Suárez 57' Iniesta 90+1' Umtiti                   |
| 19 april 2017 20:45 Camp Nou Barcelona                | FC Barcelona                                                                                 | 0-0                         | Juventus FC                | Ter Stegen Roberto (78' Mascherano), Piqué, Umtiti, Alba Rakitić (58' Alcácer), Busquets, Iniesta Messi, L. Suárez, Neymar              | 41' Iniesta 44' Neymar                                   |
| 19 april 2017 20:45 Camp Nou Barcelona                |                                                                                              |                             |                            | Ter Stegen Roberto (78' Mascherano), Piqué, Umtiti, Alba Rakitić (58' Alcácer), Busquets, Iniesta Messi, L. Suárez, Neymar              | 41' Iniesta 44' Neymar                                   |

### Klassement groepsfase
| #  | Club                     | GS | W | G | V | DV | DT | DS  | PTN |
| -- | ------------------------ | -- | - | - | - | -- | -- | --- | --- |
| 1. | FC Barcelona             | 6  | 5 | 0 | 1 | 20 | 4  | +16 | 15  |
| 2. | Manchester City          | 6  | 2 | 3 | 1 | 12 | 10 | +2  | 11  |
| 3. | Borussia Mönchengladbach | 6  | 1 | 2 | 3 | 5  | 12 | −7  | 5   |
| 4. | Celtic FC                | 6  | 0 | 3 | 3 | 5  | 16 | −11 | 3   |

## Statistieken
De speler met de meeste wedstrijden en doelpunten is in het geel aangeduid.
| Nr. | Naam                  | Primera División | Primera División | Copa del Rey | Copa del Rey | Supercopa | Supercopa | Champions League | Champions League | Totaal | Totaal |
| Nr. | Naam                  | Wed              | Goals            | Wed          | Goals        | Wed       | Goals     | Wed              | Goals            | Wed    | Goals  |
| --- | --------------------- | ---------------- | ---------------- | ------------ | ------------ | --------- | --------- | ---------------- | ---------------- | ------ | ------ |
| 1.  | Marc-André ter Stegen | 36               | 0                | 1            | 0            | 0         | 0         | 9                | 0                | 46     | 0      |
| 3.  | Gerard Piqué          | 25               | 2                | 7            | 0            | 1         | 0         | 8                | 1                | 41     | 3      |
| 4.  | Ivan Rakitić          | 32               | 8                | 8            | 1            | 2         | 0         | 9                | 0                | 51     | 9      |
| 5.  | Sergio Busquets       | 33               | 0                | 5            | 0            | 2         | 0         | 8                | 0                | 48     | 0      |
| 6.  | Denis Suárez          | 26               | 1                | 7            | 2            | 2         | 0         | 1                | 0                | 36     | 3      |
| 7.  | Arda Turan            | 18               | 3                | 5            | 4            | 2         | 2         | 5                | 4                | 30     | 13     |
| 8.  | Andrés Iniesta        | 23               | 0                | 5            | 0            | 1         | 0         | 8                | 1                | 37     | 1      |
| 9.  | Luis Suárez           | 35               | 29               | 6            | 4            | 1         | 1         | 9                | 3                | 51     | 37     |
| 10. | Lionel Messi          | 34               | 37               | 7            | 5            | 2         | 1         | 9                | 11               | 52     | 54     |
| 11. | Neymar                | 30               | 13               | 6            | 3            | 0         | 0         | 9                | 4                | 45     | 20     |
| 12. | Rafinha               | 18               | 6                | 4            | 1            | 0         | 0         | 6                | 0                | 28     | 7      |
| 13. | Claudio Bravo         | 1                | 0                | 0            | 0            | 2         | 0         | 0                | 0                | 3      | 0      |
| 13. | Jasper Cillessen      | 1                | 0                | 8            | 0            | 0         | 0         | 1                | 0                | 10     | 0      |
| 14. | Javier Mascherano     | 25               | 1                | 5            | 0            | 2         | 0         | 8                | 0                | 40     | 1      |
| 17. | Munir El Haddadi      | 1                | 0                | 0            | 0            | 2         | 1         | 0                | 0                | 3      | 1      |
| 17. | Paco Alcácer          | 20               | 6                | 4            | 2            | 0         | 0         | 3                | 0                | 27     | 8      |
| 18. | Jordi Alba            | 26               | 1                | 6            | 0            | 1         | 0         | 6                | 0                | 39     | 1      |
| 19. | Lucas Digne           | 17               | 0                | 3            | 1            | 2         | 0         | 4                | 0                | 26     | 1      |
| 20. | Sergi Roberto         | 32               | 0                | 6            | 0            | 1         | 0         | 8                | 1                | 47     | 1      |
| 21. | André Gomes           | 30               | 3                | 8            | 0            | 1         | 0         | 8                | 0                | 47     | 3      |
| 22. | Aleix Vidal           | 6                | 2                | 4            | 0            | 1         | 0         | 1                | 0                | 12     | 2      |
| 23. | Samuel Umtiti         | 25               | 1                | 9            | 0            | 1         | 0         | 8                | 0                | 43     | 1      |
| 24. | Jérémy Mathieu        | 13               | 1                | 0            | 0            | 1         | 0         | 2                | 0                | 16     | 1      |
| 25. | Jordi Masip           | 0                | 0                | 0            | 0            | 0         | 0         | 0                | 0                | 0      | 0      |
| 26. | Sergi Samper          | 0                | 0                | 0            | 0            | 1         | 0         | 0                | 0                | 1      | 0      |
| 28. | Carles Aleñá          | 3                | 0                | 1            | 1            | 0         | 0         | 0                | 0                | 4      | 1      |
| 29. | Marc Cardona          | 0                | 0                | 1            | 0            | 0         | 0         | 1                | 0                | 2      | 0      |
| 30. | Àlex Carbonell        | 0                | 0                | 1            | 0            | 0         | 0         | 0                | 0                | 1      | 0      |
| 31. | Nili                  | 0                | 0                | 1            | 0            | 0         | 0         | 0                | 0                | 1      | 0      |
| 33. | Marlon                | 2                | 0                | 0            | 0            | 0         | 0         | 1                | 0                | 3      | 0      |
| 34. | Wilfrid Kaptoum       | 0                | 0                | 0            | 0            | 0         | 0         | 0                | 0                | 0      | 0      |
| 35. | Borja López           | 0                | 0                | 1            | 0            | 0         | 0         | 0                | 0                | 1      | 0      |

## Individuele prijzen
| Prijs                                | Winnaar      |
| ------------------------------------ | ------------ |
| Trofeo Pichichi                      | Lionel Messi |
| Europees topschutter van het seizoen | Lionel Messi |

## Afbeeldingen

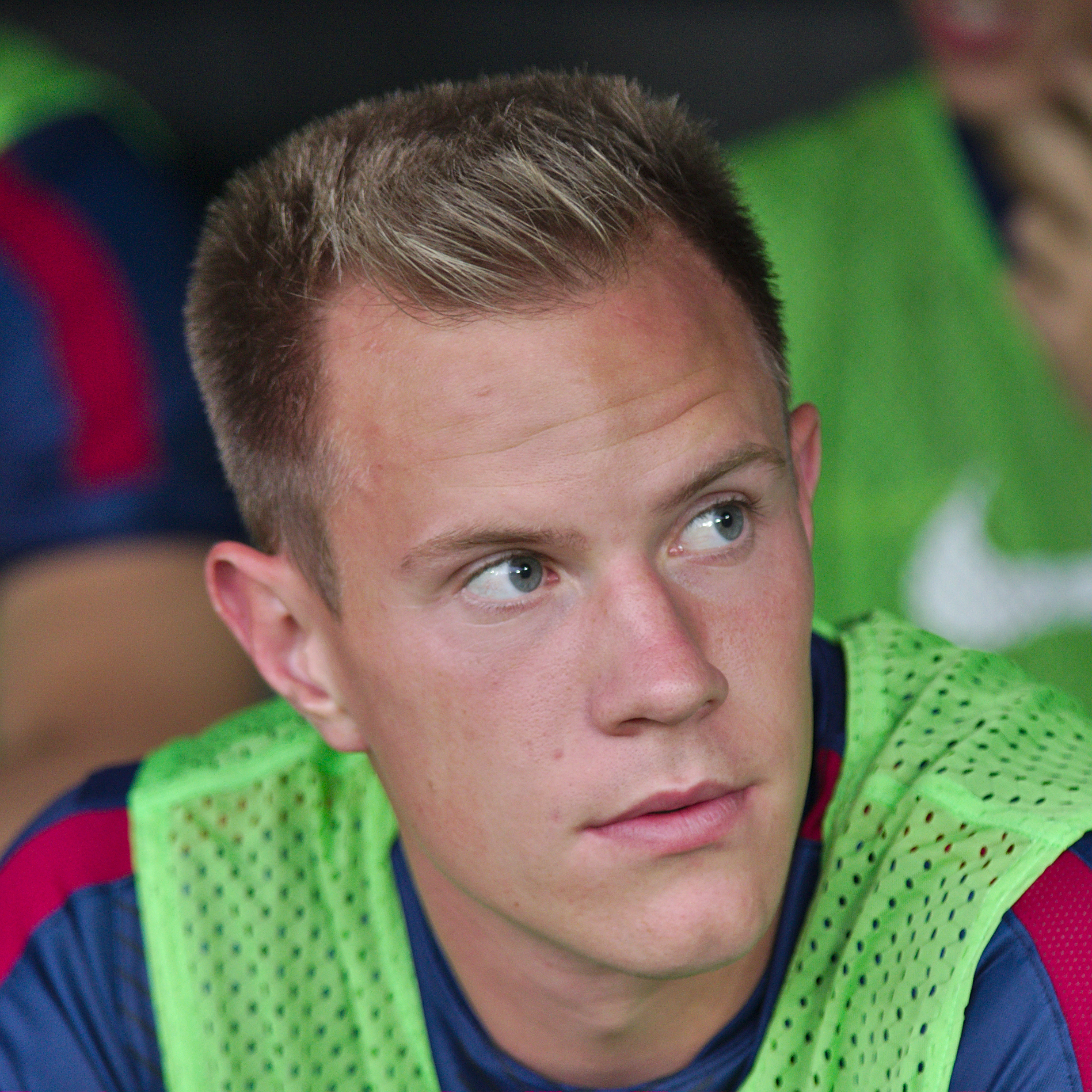
Marc-André ter Stegen (doelman)
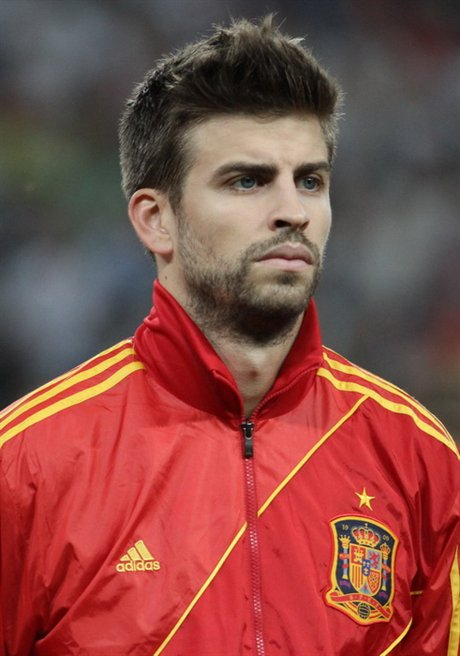
Gerard Piqué (verdediger)
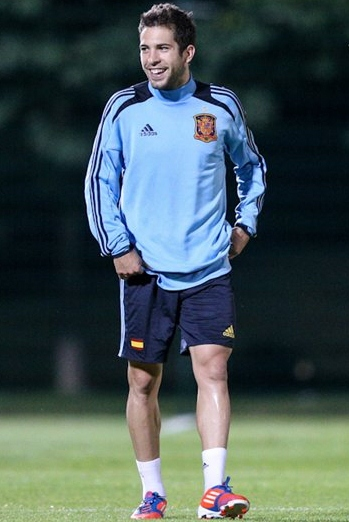
Jordi Alba (verdediger)
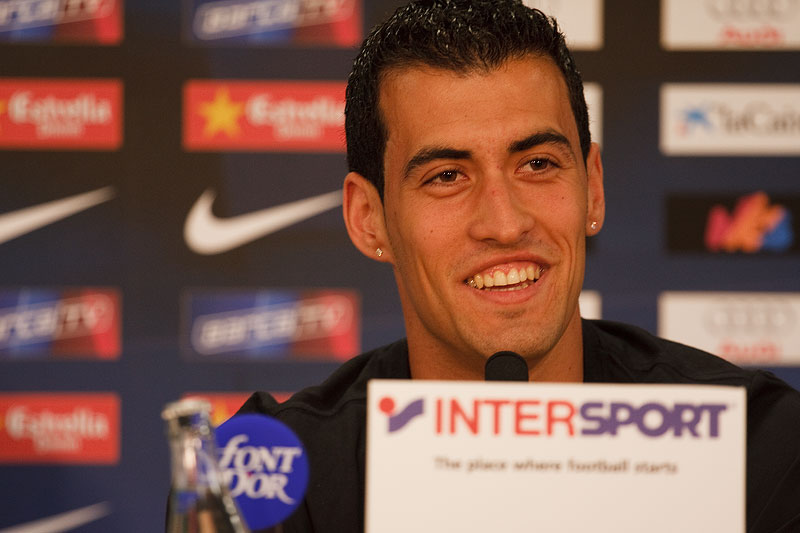
Sergio Busquets (middenvelder)
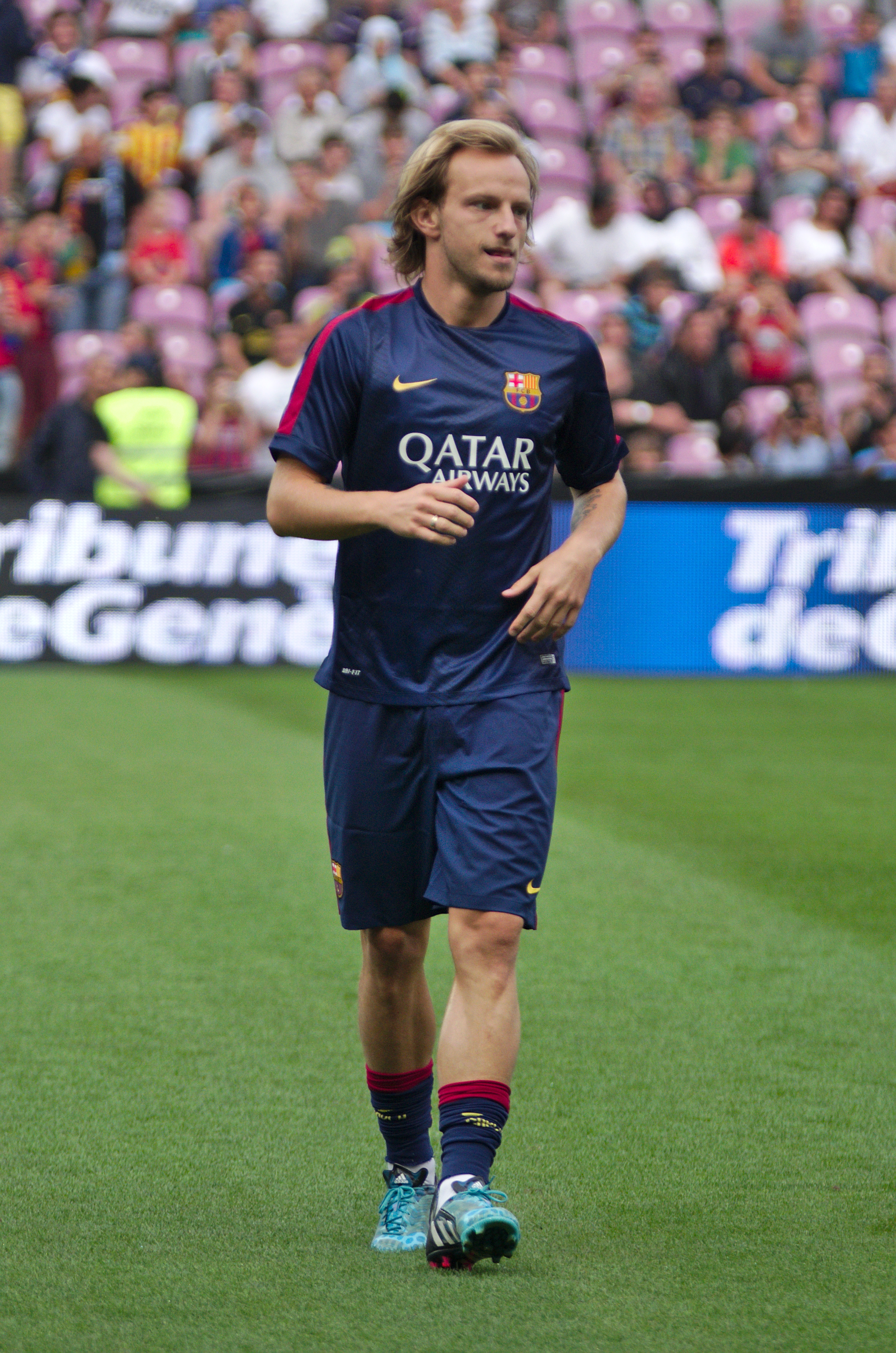
Ivan Rakitić (middenvelder)
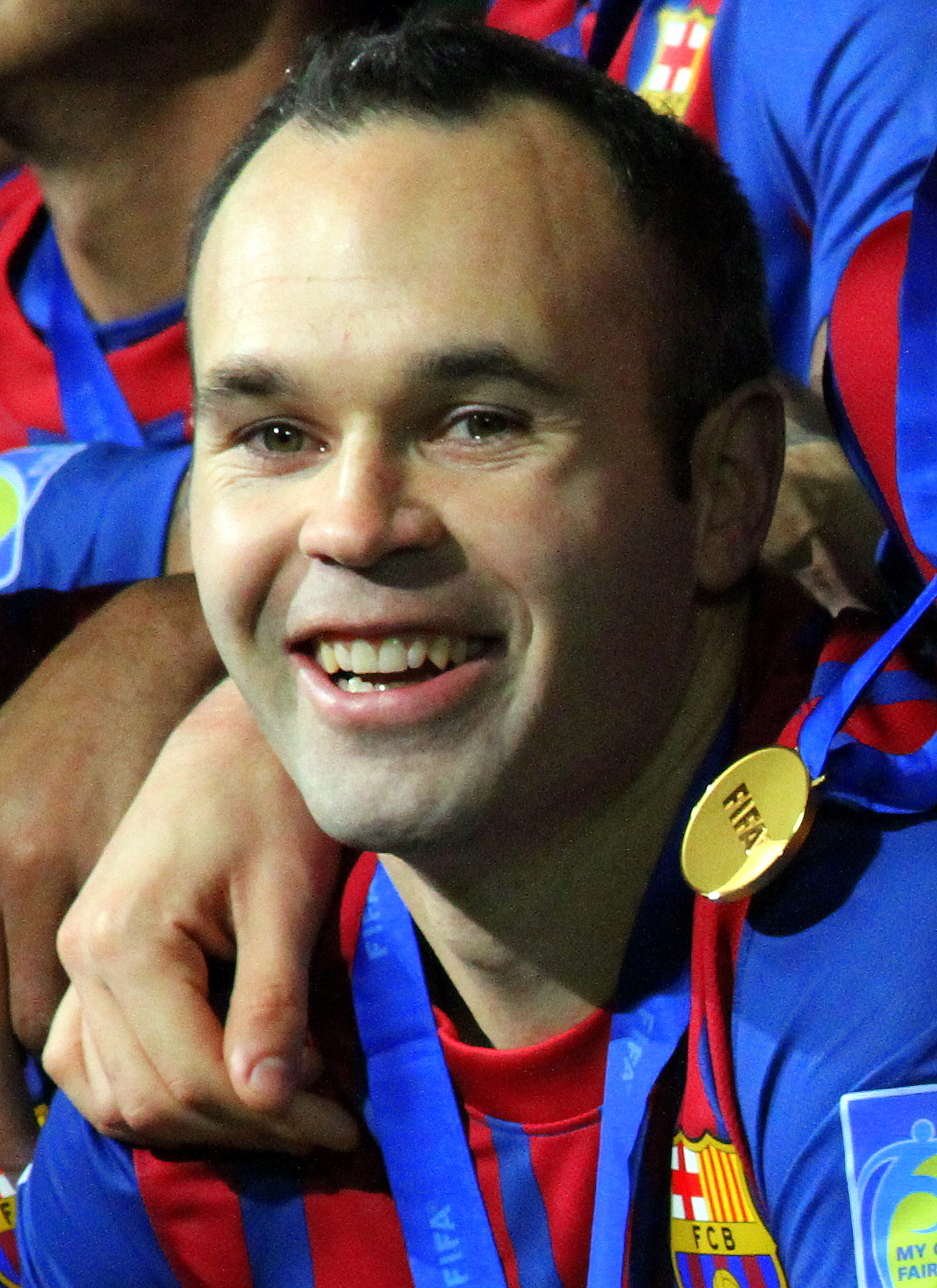
Andrés Iniesta (middenvelder)
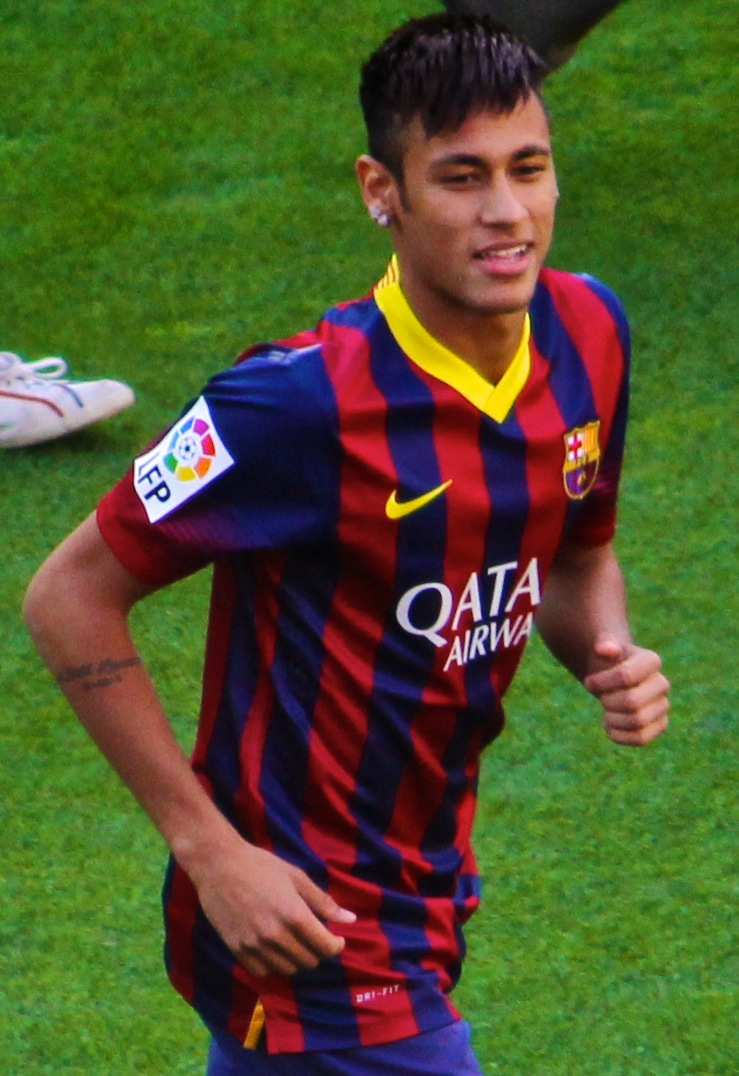
Neymar (aanvaller)
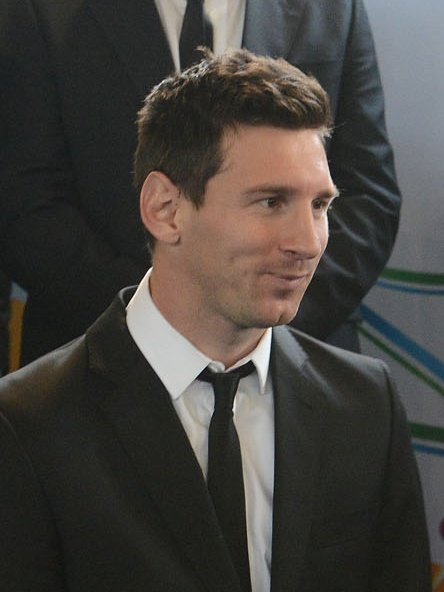
Lionel Messi (aanvaller)
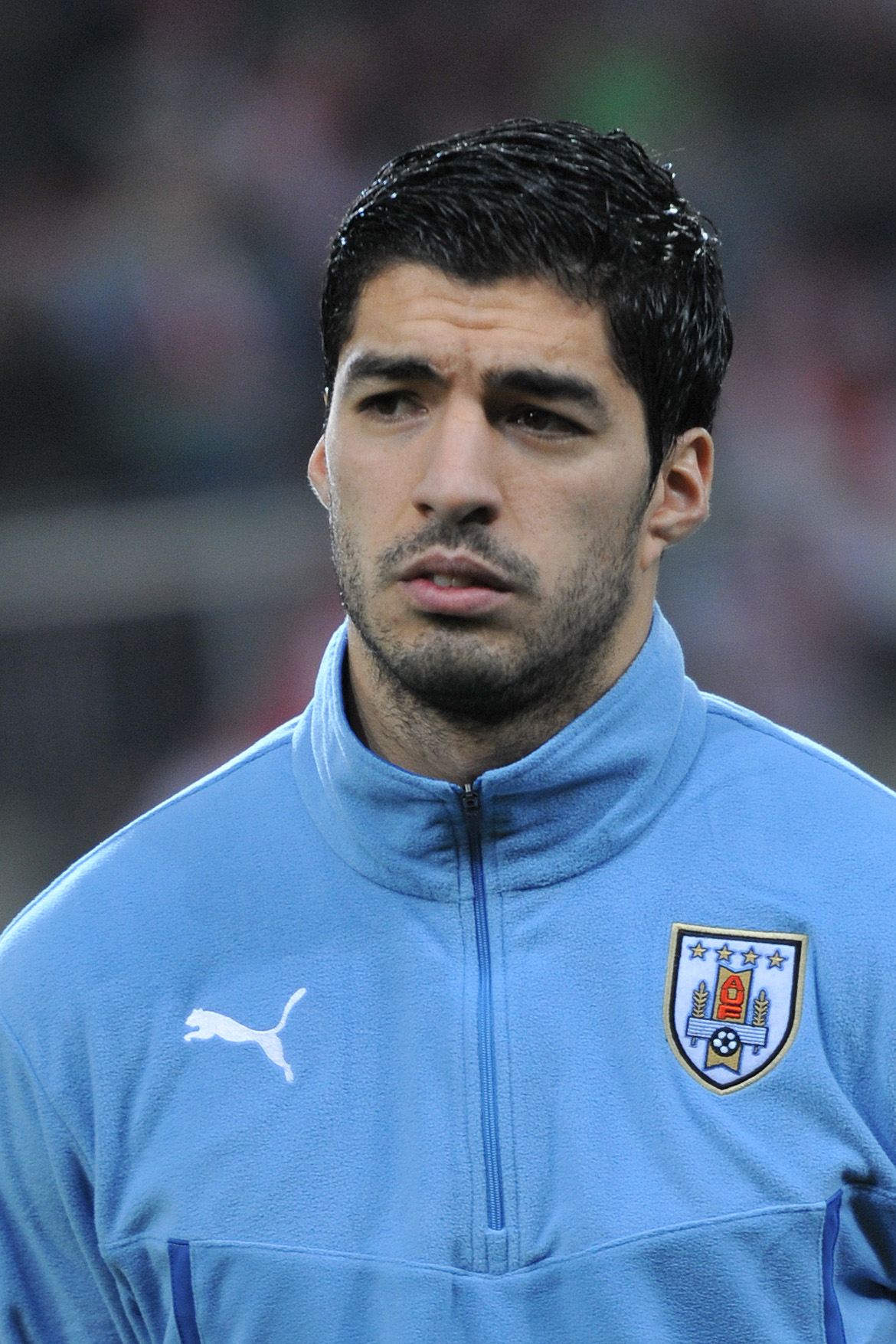
Luis Suárez (aanvaller)

1985/86 · 1986/87 · 1987/88 · 1988/89 · 1989/90 · 1990/91 · 1991/92 · 1992/93 · 1993/94 · 1994/95 · 1995/96 · 1996/97 · 1997/98 · 1998/99 · 1999/00 · 2000/01 · 2001/02 · 2002/03 · 2003/04 · 2004/05 · 2005/06 · 2006/07 · 2007/08 · 2008/09 · 2009/10 · 2010/11 · 2011/12 · 2012/13 · 2013/14 · 2014/15 · 2015/16 · 2016/17 · 2017/18 · 2018/19 · 2019/20 · 2021/22 · 2022/23 · 2023/24 · 2024/25